# Ferdinand Kindermann von Schulstein

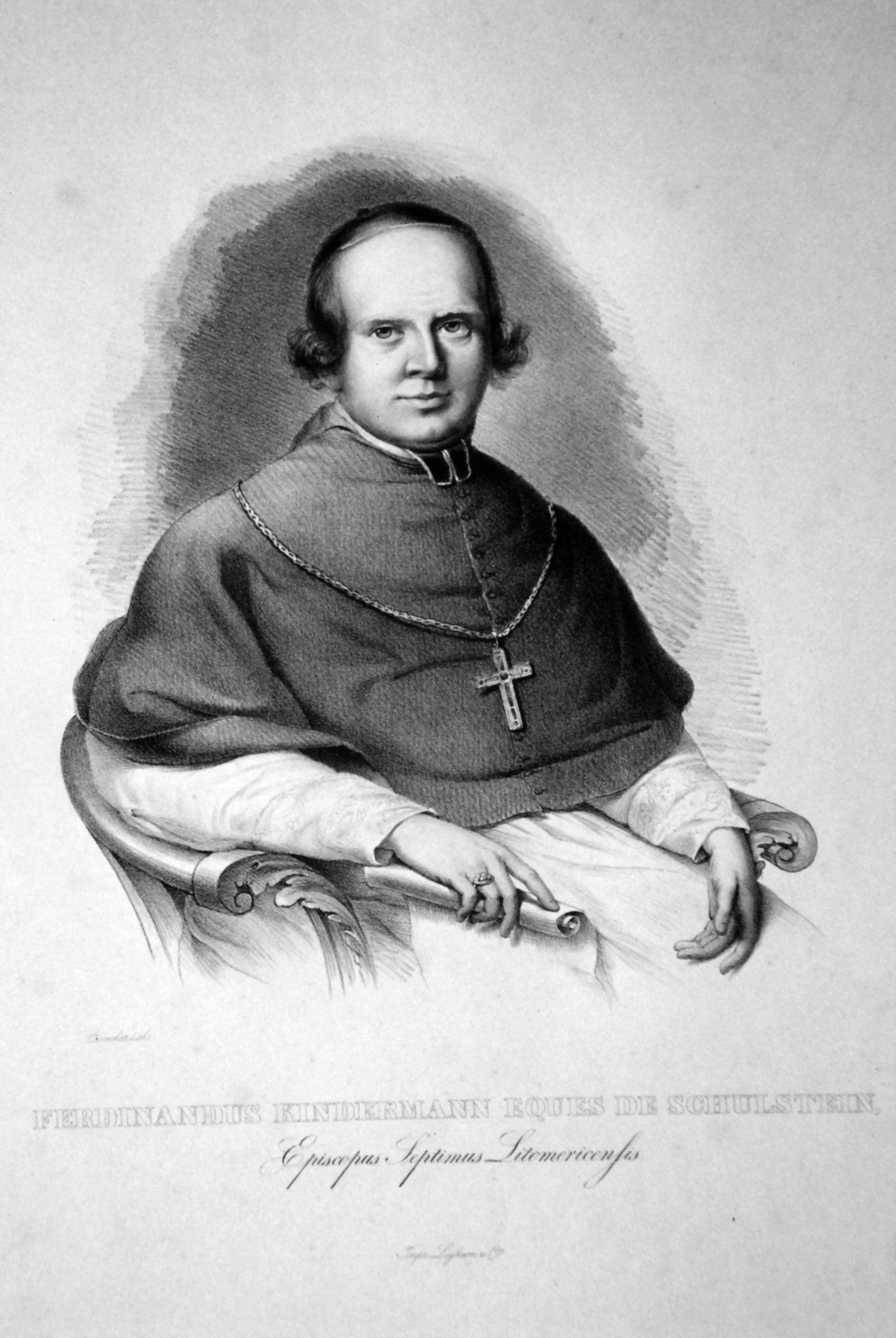
Ferdinand Kindermann von Schulstein

Ferdinand Kindermann von Schulstein, född 27 september 1740, död 25 maj 1801, var en österrikisk pedagog.
Kindermann var lärare i Prag, senare biskop i Leitmeritz och slutligen generalinspektör för det böhmiska skolväsendet. Han införde i sitt lands folkskolor undervisning i praktiska ämnen som trädgårdsskötsel och slöjd med mera.